# Mysella compressa
Mysella compressa är en musselart som först beskrevs av Dall 1913.  Mysella compressa ingår i släktet Mysella och familjen Lasaeidae. Inga underarter finns listade i Catalogue of Life.